# Thomas Rohrbach (Fußballspieler)
Thomas Rohrbach (* 4. April 1949 in Bad Hersfeld) ist ein ehemaliger deutscher Fußballspieler.

## Karriere
Rohrbach spielte in seiner Jugend für Hessen Bad Hersfeld und Borussia Fulda. 1968 wechselte er zu Göttingen 05 in die Regionalliga Nord. Für Göttingen wurde er erstmals im DFB-Pokal eingesetzt.
Im Laufe der Saison 1969/70 wechselte er in die Bundesliga zu Eintracht Frankfurt. Sein erstes Bundesligaspiel absolvierte er am 15. August 1970 gegen den Hamburger SV. Eine Woche später gelang ihm sein erster Treffer beim 2:1-Sieg über Hannover 96. In seiner ersten Saison wurde er 22 Mal eingesetzt. Rohrbach wurde sofort zur festen Größe im Team der Frankfurter und spielte in fünf Jahren 134 Mal in der Bundesliga, dabei schoss er 16 Tore.
Sein erstes Europapokalspiel bestritt er am 12. September 1972 im UEFA-Pokal gegen den FC Liverpool. Es folgten vier weitere UEFA-Cup-Einsätze in der Saison 1974/75, in denen er zwei Treffer erzielte.
Dazu kamen insgesamt 19 Einsätze (4 Tore) im DFB-Pokal, darunter das Finale in der Saison, das 3:1 gegen den Hamburger SV gewonnen wurde. Im Halbfinale erzielte Rohrbach den wichtigen 2:2-Ausgleich beim 3:2-Sieg über den FC Bayern München. Ein Jahr später gewannen die Frankfurter mit Rohrbach erneut den DFB-Pokal.
1975 wagte er den Schritt ins Ausland. Zunächst trat er drei Jahre für den griechischen Verein Ethnikos Piräus an, danach wechselte er zu Olympiakos Piräus, mit denen er 1980 griechischer Meister wurde.
1980 kehrte Rohrbach zurück nach Deutschland, um für den SSV Ulm 1846 in der 2. Bundesliga Süd aufzulaufen. Nach 28 Zweitligaeinsätzen, in denen er sieben Tore erzielte, kehrte er 1981 zurück zu seinem Heimatverein Hessen Bad Hersfeld. Nach seiner Karriere lief er noch für die Prominentenauswahl FC Rhein-Main auf.
Rohrbach kam am 29. März 1972 zu einem Einsatz in der deutschen B-Nationalmannschaft bei dem 2:0-Sieg in Ungarn.
Rohrbach war Protagonist in dem von Ror Wolf gedrehten Film Keep Out, der am 6. November 1975 im ZDF ausgestrahlt wurde. Walter Jens beschrieb in seiner Rezension in der Zeit den Film als „Fünfundfünfzig-Minuten-Bericht über einen Fußballspieler besonderer Art, Rohrbach, der bei der Frankfurter Eintracht durch Elan und Exzentrik auffiel“. Über das Werk, das in die Kategorien Spielerporträt, Psychogramm und Dokumentation fällt, äußerte Wolf selbst: „Das zentrale Thema des Films ist nicht etwa der Alltag eines Fußballspielers, sondern die gesellschaftlich-soziologische Situation eines Außenseites. Es geht darum, das Verhältnis eines Menschen zu einer Gruppe zu analysieren, von der er in jeder Beziehung abhängig ist, doch deren Gesetzen und Regeln er sich nicht anpassen will.“

## Erfolge
- DFB-Pokal: 1974, 1975
- Griechischer Meister: 1980

## Nach der Spielerkarriere
Thomas Rohrbach lebt heute als ländlicher Grundbesitzer in Griechenland.